# Faust (jeu vidéo)
Pour les articles homonymes, voir Faust (homonymie).
Faust (sous-titré Les Sept Jeux de l'âme) est un jeu vidéo d'aventure développé par Anne Carrière Multimédia et Arxel Tribe et édité par Cryo Interactive en 1998. Il s'inspire librement du conte allemand de Faust.

## Trame
Le joueur incarne Marcellus Faust, un vieil homme noir. Dans un parc à thème abandonné, le Dreamland Amusement Park, Marcellus rencontre Méphistophélès en personne, sous l'apparence d'un homme élégamment vêtu. Celui-ci lui demande de lui venir en aide : il vient d'avoir une dispute avec « le Patron », c'est-à-dire Dieu, à propos du jugement des âmes de sept personnes ayant vécu dans les années 1930. Marcellus va devoir plonger dans leur passé, trouver des preuves de leurs actes et mener une enquête déterminante pour le salut (ou non) de ces sept âmes.

## Principe du jeu
Faust est un jeu d'aventure et d'énigmes en pointer et cliquer. Le joueur se déplace dans un environnement en images de synthèse où il peut regarder dans toutes les directions : lorsqu'il déplace le curseur de la souris, celui-ci reste au centre de l'écran et c'est le paysage qui défile. Le joueur peut se déplacer, manipuler des objets, résoudre des énigmes et interagir avec différents personnages.

## Réception
Le jeu reçoit un accueil globalement positif. Le site agrégateur de critiques MobyGames attribue au jeu une moyenne de 71 sur 100, basée sur vingt-et-une critiques.

## Histoire éditoriale
Le jeu sort en 1998. Cryo Interactive fait faillite en 2002. En 2008, les droits sur le jeu ont été rachetés par Microïds en même temps que l'ensemble de l'ancien catalogue Cryo.

## Configuration minimale
Le jeu, dans sa version pour Macintosh, est fourni sur 4 CD-Rom.
La configuration suivante, pour la version Mac, est recommandée par l'éditeur : Macintosh PowerPC 110 MHz, 16 Mo Ram, un lecteur CD-Rom 8x, un écran milliers de couleurs 640x480, le Système 7.5 ou supérieur.